# Konrad Kęder
Konrad Cezary Kęder (ur. 1965 w Bytomiu) – polski poeta, tekściarz, krytyk literacki, dziennikarz, redaktor naczelny kwartalnika literackiego FA-art oraz wortalu poświęconego czasopismom kulturalnym Witryna.Czasopism.pl wydawanego przez Fundację Otwarty Kod Kultury. Twórca i do 2001 r. redaktor naczelny dwumiesięcznika kulturalnego Opcje.

## Poezja
- Chwile myślenia Bytom (1989). brak ISBN
- Ja Bytom (1990). brak ISBN
- Sekwencje Bielsko-Biała – Bytom (1994). ISBN 83-86147-01-6
- Najnowszy model Warszawa (2004). ISBN 83-88612-72-7
- Straszny melodramat (no i to serduszko) Katowice (2010). ISBN 978-83-62588-16-9
- Nasza mała, wszechobecna, miękka Warszawa (2019) ISBN 978-83-60406-77-9
- Większe rzeczy Warszawa (2023) ISBN 978-83-8196-565-1

## Proza
- Antologia twórczości postnatalnej (1996). ISBN 83-904966-0-7
- Rurand. Prequel (2013). ISBN 978-83-60406-38-0
- Jak masz na imię (2023). ISBN 978-83-8196-666-5

## Szkice
- Wszyscy jesteście postmodernistami! Szkice o literaturze lat dziewięćdziesiątych XX w. (2011). ISBN 978-83-60406-13-7.
- Tania jatka. Życie literackie na przełomie tysiącleci (2015). ISBN 978-83-60406-65-6

## Muzyka
- Tu będę (2012) – płyta formacji Fantazman; autor tekstów.
- Skomlenie (2014) – płyta formacji Fantazman; autor tekstów.